# Busmayor
Busmayor es una localidad española perteneciente al municipio de Barjas, en la provincia de León, comunidad autónoma de Castilla y León. Se sitúa al oeste del municipio, cerca del límite con Galicia.

## Demografía
Evolución de la población
| Gráfica de evolución demográfica de Busmayor entre 2000 y 2016     |
|                                                                    |
| Población de derecho (2000-2016) según el padrón municipal del INE |